# Paul Marie Eugène Vieille

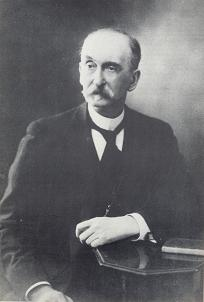
Paul Vieille

Paul Marie Eugène Vieille (Praga, 2 settembre 1854 – 14 gennaio 1934) è stato un chimico e inventore francese.

## Biografia
Passato alla storia per essere stato l'inventore della Poudre B: si trattava di un nuovo tipo di polvere da sparo, completamente differente dalla polvere nera e molto più potente. Professore di chimica diventò membro dell'accademia delle scienze nel 1904.